# سرگی نوس
سرگی نوس (انگلیسی: Sergi Nus؛ زادهٔ ۲۳ دسامبر ۱۹۹۶) بازیکن فوتبال است.